# Charlotte B. Coman
Pour les articles homonymes, voir Buell (homonymie) et Coman.
Charlotte Buell Coman (Waterville, 1833 - Yonkers, 1925) est une peintre américaine.

## Biographie
Charlotte Coman est née à Waterville, New York, en 1833. Elle s'est mariée et a déménagé avec son mari à Iowa City, puis sur la frontière américaine, pour revenir à Waterville après la mort de celui-ci quelques années plus tard. Elle a commencé à souffrir de perte auditive et était presque complètement sourde lorsqu'elle a eu 40 ans.
Elle n'a pas commencé à peindre avant l'âge de 40 ans. Elle a étudié à New York avec James Renwick Brevoort et à Paris avec Harry Thompson et Émile Louis Vernier. Avec Vernier, elle a étudié la peinture à l'aquarelle en extérieur, et a réalisé des esquisses durant des voyages dans les régions rurales de la France et des Pays-Bas. Elle a été influencée par les peintres français de Barbizon, en particulier Jean-Baptiste Corot et Charles-François Daubigny, et ses œuvres populaires ont été comparées à celles de Corot. Son œuvre trahit une préoccupation influencée par Barbizon quant à la façon dont la lumière naturelle est affectée par l'heure de la journée et les conditions météorologiques.
Après dix ans passés à l'étranger, Coman retourne à New York et se concentre sur la peinture de paysages américains dans le style tonaliste. Ses peintures sont basées sur des croquis réalisés lors de voyages aux Adirondacks, dans le New Jersey et à Saint Augustine, en Floride. Elle peint des paysages atmosphériques calmes avec de hautes lignes d'horizon, souvent dominés par une couleur matte et utilisant un empâtement lourd (technique de l’impasto). Ses toiles sont signées C.B. Coman ; comme beaucoup de femmes artistes de son époque, elle utilise ses initiales pour cacher son genre.
Coman a exposé deux peintures à l'Académie américaine des beaux-arts (National Academy of Design) en 1875, et elle a souvent montré son travail à New York et aux Salons de Paris. Elle expose son travail au Palais des Beaux-Arts de l'Exposition universelle de 1893 à Chicago, Illinois.
En 1905, elle reçoit le Shaw Memorial Prize décerné par la Society of American Artists (en). Elle a été élue membre de l'Académie américaine des beaux-arts en 1910. Elle était également membre du National Association of Women Artists, du New York Watercolour Club et du Art Workers' Club.
Coman a continué à dessiner et à peindre jusqu'à ses 80 ans. Elle meurt à Yonkers, New York le 11 novembre 1925.

## Œuvre
Son travail fait partie des collections du Metropolitan Museum of Art et du Arnot Art Museum . Un portrait d'elle réalisé par Helen Watson Phelps se trouve dans la collection de l'Académie américaine des beaux-arts.

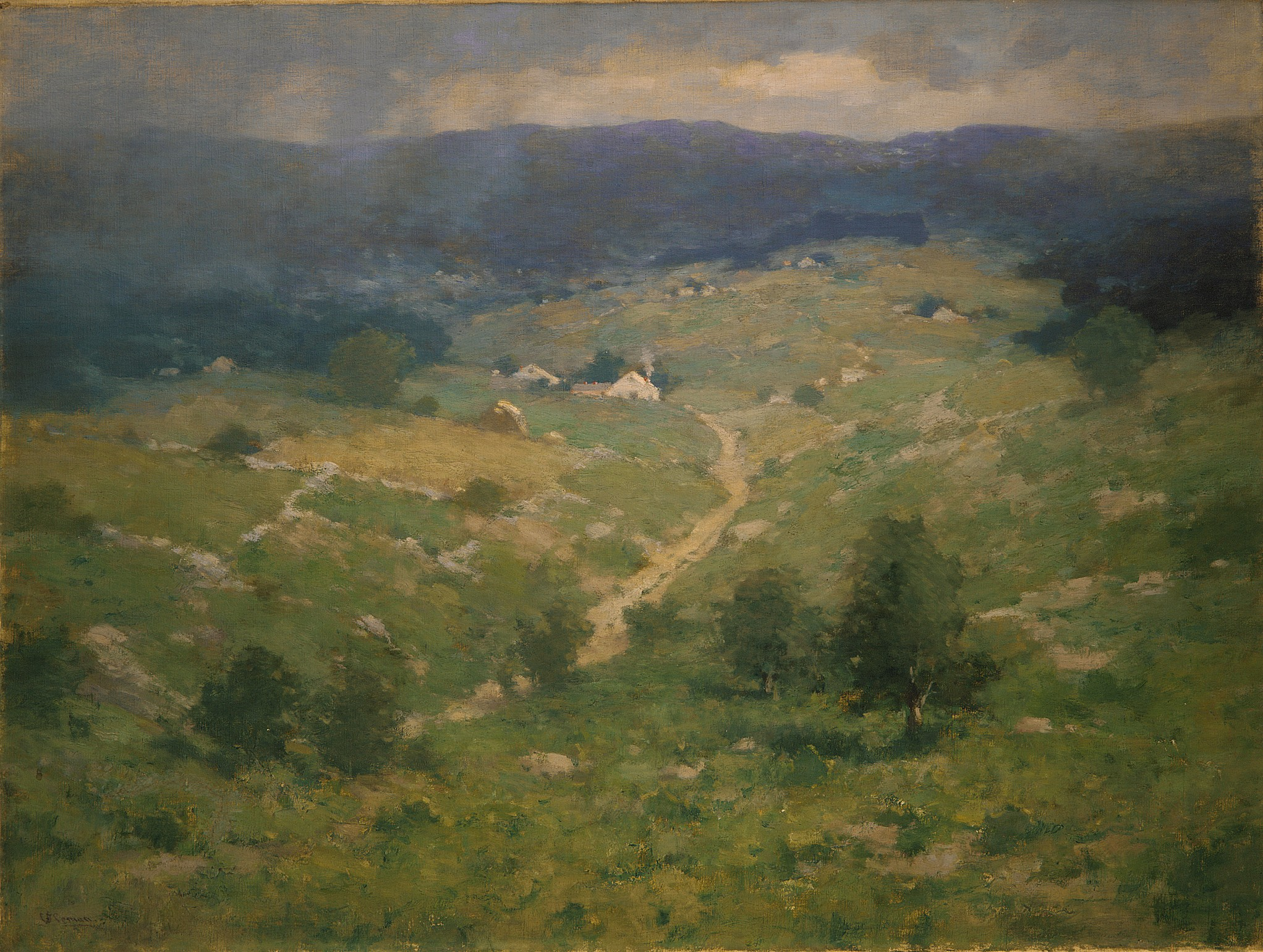
Clearing Off.
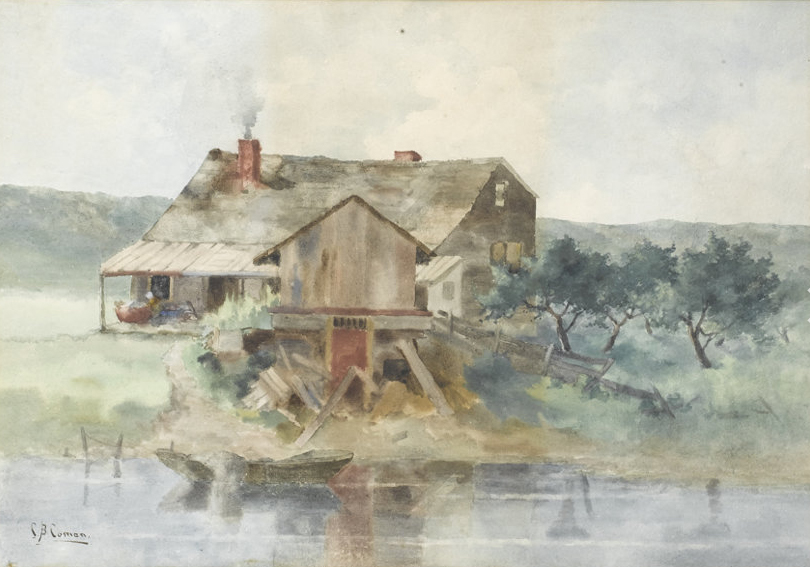
House on the Lake (La Maison sur le lac).
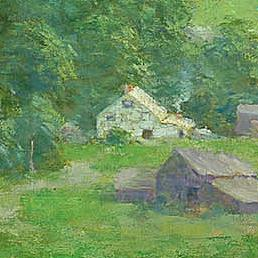
Early Summer (Début de l'été).
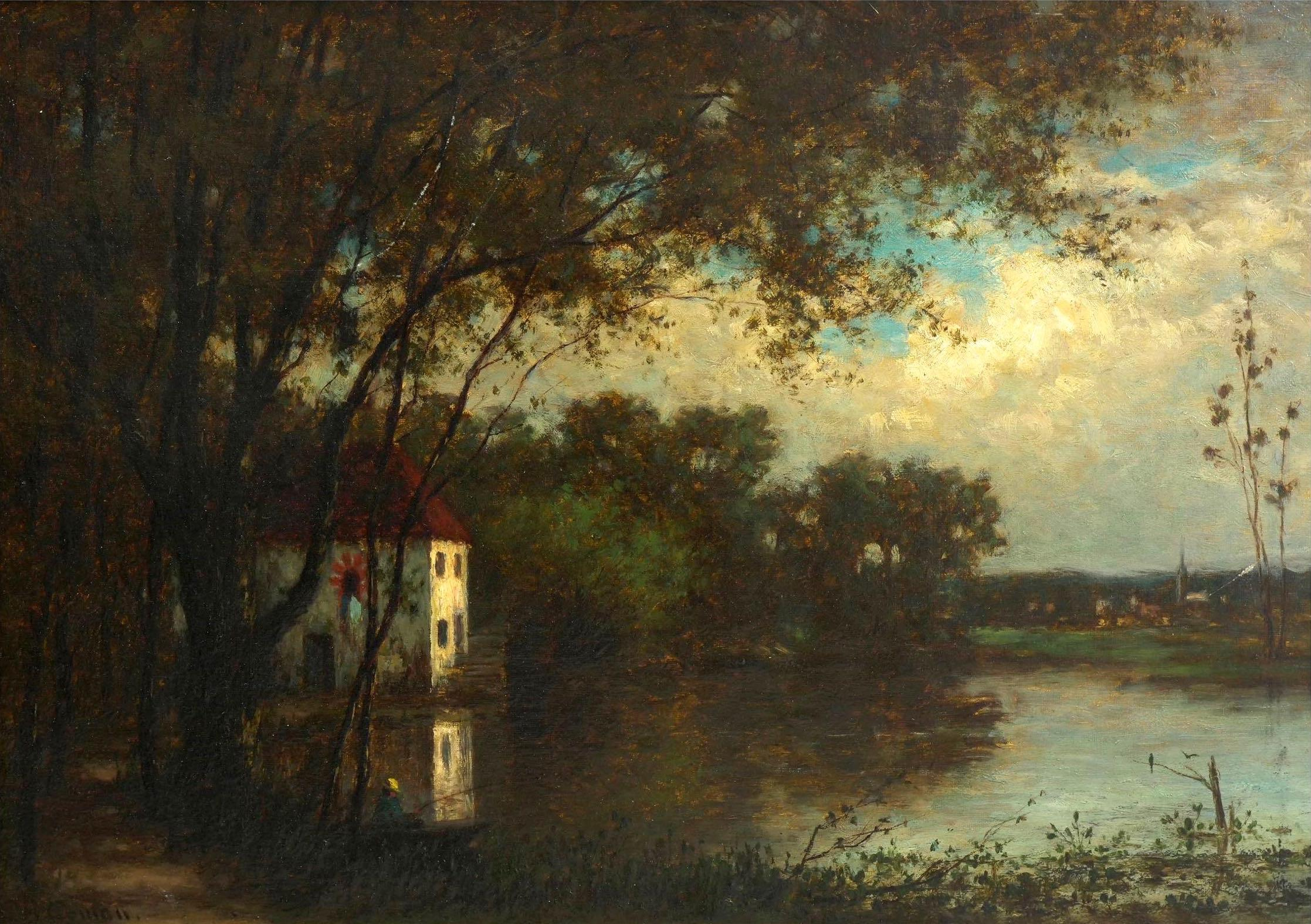
Fishing on the Lake (Pêche sur le lac).